# Доній Цероваць
45°09′ пн. ш. 15°34′ сх. д. / 45.15° пн. ш. 15.56° сх. д.
Доній Цероваць (хорв. Donji Cerovac) — населений пункт у Хорватії, у Карловацькій жупанії у складі міста Слунь.

## Населення
Населення за даними перепису 2011 року становило 129 осіб.
Динаміка чисельності населення поселення: